# Пастух Іван Аристархович
Іван Аристархович Пастух (1 серпня 1912, Атаки — 1993) — український художник килимів.

## Біографія
Народився 1 серпня 1912 року в селі Атаках (нині Дністровський район Чернівецької області, Україна). 1945 року, разом з кількома односельчанами, створив килимарську артіль. 1951 року закінчив Вижницьке училище прикладного мистецтва. У 1960 році артіль було реорганізовано у фабрику художніх виробів імені Крупської з філіями в селах Білівцяхі, Зарожанах, Клішківцях. З 1963 року працював на килимарській фабриці у Хотині, довгий час був її директором. Помер у 1993 році.

## Творчість
Створив понад 60 ескізів для орнаментальних килимів масового виробництва, зокрема: «Кучері», «Зірки», «Клинці», «Тюльпани», «Гачки». Автор тематичних килимів: «Ракета» (1956), «По ленінському шляху» (1960), «Герб СРСР» (1967), «Свято врожаю» (1970).
Його вироби експонувалися на виставках у Загребі, Монреалі, Лейпцигу.
Роботи зберігаються у Національному музеї українського народного декоративного мистецтва (11 творів) у Києві, Івано-Франківському краєзнавчому музеї.